# Piotr Wozniacki
Piotr Wozniacki (* um 1963) ist ein ehemaliger polnischer Fußballspieler. Als Spieler war er für Miedź Legnica, Zagłębie Lubin und den deutschen Klub SV Waldhof Mannheim aktiv.

## Leben
Piotr Wozniacki studierte nach Abschluss einer Oberschule in Legnica und nach einer Zwischenstation an der Akademia Wychowania Fizycznego (AWF) in Warschau. Dort spielte er in dem der Universität angeschlossenen Sportverein AZS-AWF Fußball.
Nach seiner Zeit bei Waldhof Mannheim wechselte er im Februar 1985 nach Dänemark zum in der dänischen Stadt Odense beheimateten Klub Boldklubben 1909. Dort beendete er seine Karriere. Wozniacki ist mit der ehemaligen Volleyballspielerin Anna Wozniacki verheiratet. Ihre gemeinsamen Kinder sind der Fußballspieler Patrik Wozniacki (* 1986) und die Tennisspielerin Caroline Wozniacki (* 1990).